# آيت بوداود (آيت بوداود)
آيت بوداود هي إحدى مشيخات المملكة المغربية، تتبع جغرافيا لإقليم زاكورة وإداريًا لآيت بوداود. يقدر عدد سكانها بـ 7957 نسمة حسب الإحصاء الرسمي للسكان والسكنى لسنة 2004.